# Pablo Antón Marín Estrada
Pablo Antón Marín Estrada, španski pesnik, pisatelj, prevajalec. * 17. junij 1966, Sama, Langreo.
Je predstavnik drugega vala asturijskega literarnega in jezikovnega preporoda Surdimientu (1988–2006).
Študiral je filologijo na Univerzi v Oviedu in je zelo zgodaj stopil v stik z društvi, ki se ukvarjajo z zaščito in oživitvijo asturijskega jezika. Po koncu študija je bil novinar tednika Les Noticies in spletnega časopisa Asturnews. Tudi je sodelavec radia Radio Krass.
Ustanovil je posebno asturijsko literarno društvo El sombreru de Virxilio in je član največjega asturijskega društva Conceyu Bable.
Živi v Gijónu. Je avtor več pesniških zbirk in zbirk novel, tudi prevaja iz asturijščine v španščino. V Španiji se je udeležil literarnih delavnic (npr. v Sevilji), da bi promovirali branje leposlovja.